# Rue Brézin
Pour les articles homonymes, voir Brézin.
La rue Brézin est une voie du quartier du Petit-Montrouge du 14e arrondissement de Paris, en France.

## Situation et accès
La rue Brézin est une voie publique située dans le 14e arrondissement de Paris. Rectiligne, selon la numérotation, elle débute au sud-est, au 46, avenue du Général-Leclerc et se termine au nord-ouest rue Pierre-Castagnou. La circulation s'y effectue dans la même direction, en sens unique. Sa section nord-ouest longe, côté pair, la place Jacques-Demy, puis le square de l'Aspirant-Dunand.

## Origine du nom

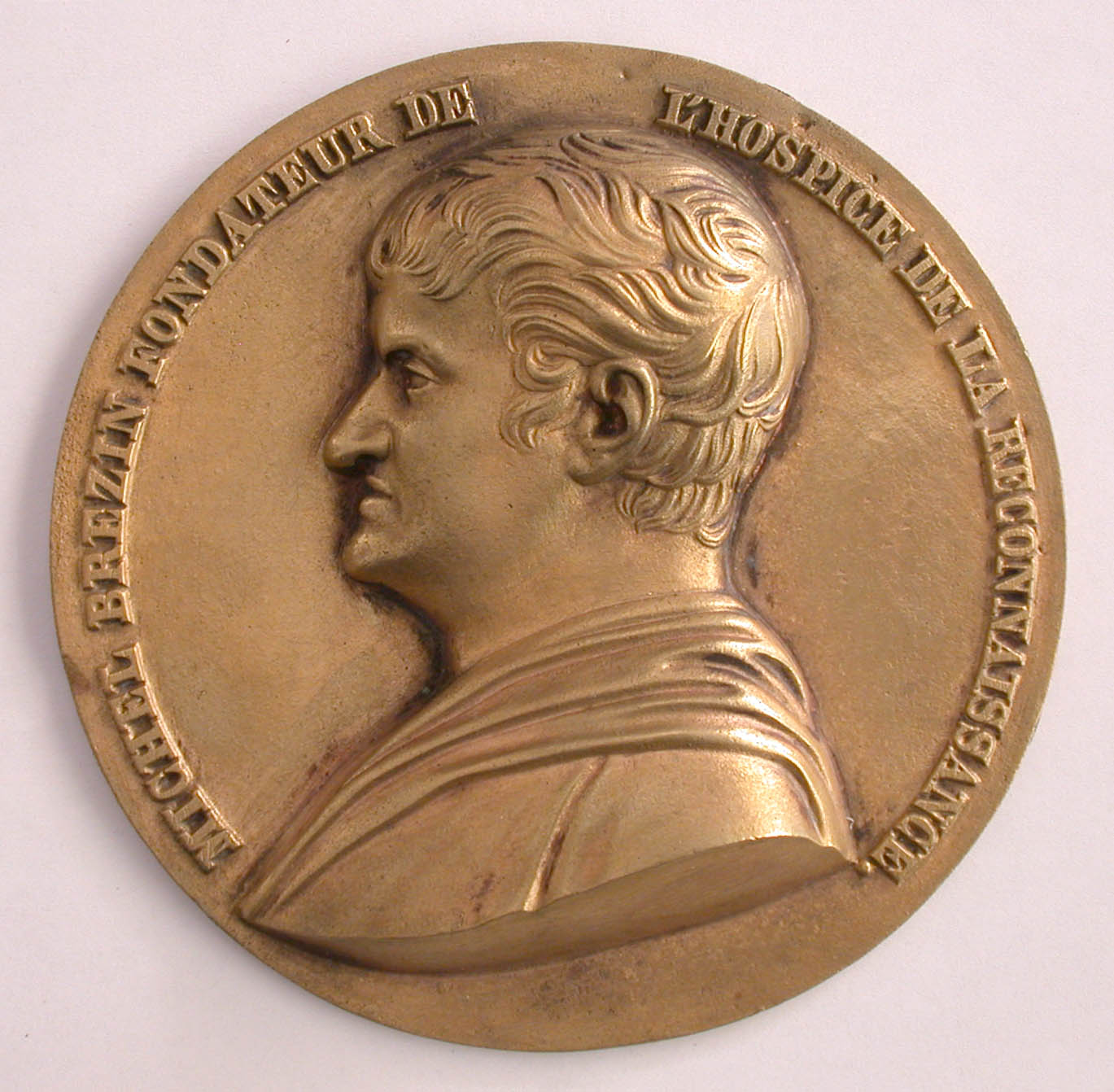
Michel Brézin.

Cette rue porte le nom de Michel Brézin (1757-1828), industriel fondeur, fondateur de l'hospice de la Reconnaissance construit à Garches.

## Historique
La voie est ouverte en 1838 par l'administration des hospices, qui était légataire de Michel Brézin sur la commune de Montrouge. 
Par ordonnance du 26 février 1844, elle prend la dénomination de « rue Brézin » puis est classée dans la voirie parisienne par décret du 23 mai 1863.

## Bâtiments remarquables et lieux de mémoire
- No 2 : lieu de naissance de Michel Audiard (1920-1985), dialoguiste, scénariste et réalisateur français de cinéma, écrivain et chroniqueur de presse.
- No 7 : domicile du peintre Michel Kikoine (1892-1968)[1].
- la rue longe la piscine de l’Aspirant-Durand, à l’emplacement du marché Brézin de 1866 à 1932